# Kościół św. Wawrzyńca Męczennika w Brzeziu
Kościół św. Wawrzyńca Męczennika w Brzeziu – parafialny kościół rzymskokatolicki zlokalizowany w Brzeziu (powiat człuchowski, województwo pomorskie).

## Historia
Kościół katolicki we wsi istniał od 1599. W 1624 potwierdzono istnienie świątyni w dokumencie lustracji starostwa. Po potopie szwedzkim większa część mieszkańców wsi przeszła na protestantyzm, w związku z czym większość nabożeństw w kościele była protestancka, a tylko raz na miesiąc odprawiana była msza katolicka. Począwszy od I rozbioru Polski katolicy odzyskali większość wśród mieszkańców. Obecny kościół wzniesiony został z muru pruskiego, w miejscu starego, w 1812. Z poprzedniego kościoła zachowano rokokowe: ołtarz (druga połowa XVIII wieku), ambonę i chrzcielnicę. Obiekt początkowo był salowy z pięciobocznym prezbiterium i szkieletową wieżą obitą deskami. W 1864 powstała w Brzeziu samodzielna parafia. 
W latach 1923–1925 doszło do przebudowy świątyni, m.in. dobudowano dwie boczne nawy o kalenicach prostopadłych do dachu nad nawą główną, kruchtę zachodnią i dwie przybudówki po bokach prezbiterium. Dach gontowy zastąpiono krytym dachówkami. Kościół poświęcono 27 kwietnia 1924. W 1927 dobudowano kolejną kruchtę konstrukcji ryglowej od zachodu.
Po zakończeniu II wojny światowej nastąpiło odnowienie parafii katolickiej we wsi, co miało miejsce w 1947. 26 października 1954 kościół wpisano do rejestru zabytków. W 1992 pokrycie dachu wymieniono na miedziane.

## Architektura
Kościół stanowi przykład wiejskiego kościoła ryglowego z 1. ćw. XIX w., zbudowanego w tradycyjnej technice, występującej powszechnie w wiejskim budownictwie sakralnym Pomorza od XVI do XIX wieku.
Trójnawowy obiekt konstrukcji ryglowej (na kamiennej podmurówce) jest zbudowany na planie prostokąta, do którego od wschodu przylega pięciobocznie zamknięte prezbiterium z dwoma aneksami na przedłużeniu naw. Od zachodu (na osi obiektu) dobudowana jest prostokątna kruchta, która jest węższa niż nawa główna. Fachy konstrukcji są wypełnione cegłą i otynkowane. Wieża jest drewniana, konstrukcji słupowo-ramowej. Szczyt frontu, jak również wieża są oszalowane deskami. Więźba dachowa jest krokwiowo-stolcowa, a dach pokryto w 1992 blachą miedzianą. Strop świątyni jest belkowy z podsufitką z desek oraz fasetą w obrębie prezbiterium. Na stropie namalowana jest polichromia. W kruchcie zachowana jest oryginalna posadzka z cegieł.

## Wyposażenie
Najcenniejsze obiekty wyposażenia to: 
- rokokowy ołtarz główny z XVIII wieku,
- ambona i chrzcielnica z drugiej połowy XVIII wieku,
- miedziana misa chrzcielna z XVII wieku,
- drewniany krucyfiks z XVIII wieku,
- neobarokowe rzeźby Niepokalanego Serca NMP i Najświętszego Serca Pana Jezusa z końca XIX wieku,
- neobarokowe konfesjonały z 1. ćwierci XX wieku,
- neobarokowy prospekt organowy wraz z organami z XX wieku,
- cztery dzwony (spiżowy z początku XIX wieku oraz trzy stalowe z lat 20. XX wieku,
- drewniana empora o balustradzie wykończonej u dołu motywem fartuszka,
- strop dekorowany neobarokowymi malowidłami grisaille z lat 30. XX wieku neobarokowymi malowidłami figuralnymi i roślinnymi,
- stolarka okienna w prezbiterium,
- dwie pary drzwi (prowadzące z kruchty do nawy oraz do aneksu północnego)[3].

## Otoczenie
Pierwotnie teren wokół świątyni stanowił cmentarz. Z nekropolii zachował się tylko jeden nagrobek z końca XIX wieku.